# سیارک ۲۲۱۴۴
سیارک ۲۲۱۴۴ (به انگلیسی: 22144 Linmichaels، نامگذاری:2000VM37) بیست و دو هزار و صد و چهل و چهارمین سیارک کشف شده‌است که در ۱ نوامبر ۲۰۰۰ کشف شد.
قدر مطلق سیارک برابر ۱۷.۸ است.